# Xã Hiddenwood, Quận Ward, Bắc Dakota
Xã Hiddenwood (tiếng Anh: Hiddenwood Township) là một xã thuộc quận Ward, tiểu bang Bắc Dakota, Hoa Kỳ. Năm 2010, dân số của xã này là 24 người.